# Michałów (Polkowice)
Pour les articles homonymes, voir Michałów.
Michałów est une localité polonaise de la gmina de Chocianów, située dans le powiat de Polkowice en voïvodie de Basse-Silésie.